# 키스방
키스방은 키스 대화 업소이다. 2009년부터 대한민국 유흥가·대학가를 중심으로 퍼져 나갔다. 2010년 전국적인 체인방을 갖춘 업체도 등장하였다. 키스방 업체들은 블로그, 홈페이지를 통해 흥보활동을 한다. 이들 업소의 홈페이지에는 여성들의 신체사이즈·반라의 사진을 메뉴로 띄어 놓고 있다. 이들 업체는 방문 전 전화 예약을 손님들에게 요구하고 있다. 또한 이들 업체는 방문하기 전에 손님들에게 양치질을 요청하기도 한다. 최초에는 손님과 간단한 대화후 키스 정도만 제공하는 업소로 시작하였으나 요즘은 대부분 유사성행위를 제공하는 불법적인 영업을 하는 곳이 많아져 사회적 문제를 불러 일으키고 있다. 키스방의 운영은 이른바 "수위" 만 지키면 문제 없다는 주장이 있으나 이는 사실과 다르며 직업안정법 위반이며, 또한 일부 업주 마음에 들지 않는 고객을 막기 위해 전화번호 영상정보 등을 공유하는 행위가 일상화되어 있으며 이 또한 개인정보보호법 위반에 해당된다. 여러 상황상 성매매는 이루어지지 않고 또한 동기요인 자체가 없으므로 당국에서는 직업안정법 등의 위반을 단속하여 영업을 사실상 불가능하게 한다는 정책을 취하고 있다. 최근 취업이 여성 위주로만 이루어져 종업원인 "매니저" 의 수급이 어려워져 업종 자체가 2010년경에 비해 크게 쇠퇴하였으며, 손님과 업주의 결탁, 작업 후기,특정 사용자에 대한 이지메와 폭력, 유흥업과 조폭과의 결탁설 등으로 사회적 여론이 크게 악화되고 있다. 본격 성매매 종사자녀 신병훈련소 같은 곳. 속설로는 조직배 깡패가 정치권, 군, 경검찰, 광수대, 등등과 결탁하고 남자는 바지사장이나 실장, 등등으로 여자는 전문 성매매업소로 판다고 한다.

## 70000
대한민국 한 업소의 기본요금은 30분에 4~5만원이며, 60분에 7~8만원이다.

## 영업
키스방에서 일하는 여성들을 이들 업체들은 매니저라고 부른다. 이들 매니저들은 주간조와 야간조로 나눠 일한다. 업소에 따라 사이에 중간조를 포함하기도 한다.
영업은 온라인과 오프라인 업소로 나늰다. 온라인의 경우 키스방 정보공유사이트를 통해 홍보 및 영업을 한다. 대표적인 정보공유사이트로는 밤알바 사이트 나나알바 [fox2.kr] 등 존재한다.